# Discographie de Vitaa
 (janvier 2010).
Si vous disposez d'ouvrages ou d'articles de référence ou si vous connaissez des sites web de qualité traitant du thème abordé ici, merci de compléter l'article en donnant les références utiles à sa vérifiabilité et en les liant à la section « Notes et références ».
Cette page présente la discographie de Vitaa.

## Albums
| Année     | Album                                      | Meilleure position | Meilleure position | Meilleure position | Meilleure position | Meilleure position | Meilleure position | Ventes    | Certifications                                       |
| Année     | Album                                      | FRA                | WAL                | FLA                | ALL                | SUI                | ROM                | Ventes    | Certifications                                       |
| --------- | ------------------------------------------ | ------------------ | ------------------ | ------------------ | ------------------ | ------------------ | ------------------ | --------- | ---------------------------------------------------- |
| 2007      | À fleur de toi                             | 1                  | 6                  | —                  | —                  | 16                 | —                  | 400 000   | - France (SNEP) : 3 × Platine - Belgique (BEA) : Or  |
| 2009      | Celle que je vois                          | 10                 | 53                 | —                  | —                  | —                  | 44                 | 30 000    |                                                      |
| 2013      | Ici et maintenant                          | 16                 | 44                 | —                  | —                  | —                  | —                  | 50 000    | - France (SNEP) : Or                                 |
| 2015      | La même                                    | 27                 | 28                 |                    | —                  | —                  | 40                 | —         |                                                      |
| 2017 2018 | J4M Just Me, Myself & Moi-Même             | 8                  | 14                 | 156                | —                  | —                  | —                  | 200 000   | - France (SNEP) : 2 × Platine                        |
| 2019 2020 | VersuS (avec Slimane) VersuS : Chapitre II | 1                  | 1                  | 78                 | 99                 | 6                  | 1                  | 1 000 000 | - France (SNEP) : Diamant - Belgique (BEA) : Platine |
| 2021      | Sorore                                     | 13                 | 13                 | —                  | —                  | —                  | 46                 | 3 200     |                                                      |
| 2023      | Charlotte                                  | 1                  | 5                  | —                  | —                  | 28                 | —                  | 50 000    | - France (SNEP) : Or                                 |

## Singles

### En tant qu'artiste principale
| Année | Titre                                                           | Meilleure position | Meilleure position | Meilleure position | Meilleure position | Meilleure position | Certifications                                  | Album                       |
| Année | Titre                                                           | FRA ,              | WAL                | FLA                | SUI                | ROM                | Certifications                                  | Album                       |
| ----- | --------------------------------------------------------------- | ------------------ | ------------------ | ------------------ | ------------------ | ------------------ | ----------------------------------------------- | --------------------------- |
| 2006  | À fleur de toi                                                  | 14                 | —                  | —                  | 76                 | —                  | - France (SNEP) : Diamant                       | À fleur de toi              |
| 2007  | Ma sœur                                                         | 23                 | —                  | —                  | —                  | —                  |                                                 | À fleur de toi              |
| 2007  | Toi                                                             | —                  | —                  | —                  | —                  | —                  |                                                 | À fleur de toi              |
| 2007  | Pourquoi les hommes?                                            | —                  | —                  | —                  | —                  | —                  |                                                 | À fleur de toi              |
| 2009  | Une fille pas comme les autres                                  | 40                 | —                  | —                  | —                  | —                  |                                                 | Celle que je vois           |
| 2010  | Pour que tu restes                                              | —                  | —                  | —                  | —                  | —                  |                                                 | Celle que je vois           |
| 2013  | Game Over (feat. Maître Gims)                                   | 1                  | 7                  | 68 (Ultratip)      | —                  | —                  |                                                 | Ici et maintenant           |
| 2013  | Liham                                                           | 71                 | —                  | —                  | —                  | —                  |                                                 | Ici et maintenant           |
| 2013  | Un son pour des millions                                        | 68                 | —                  | —                  | —                  | —                  |                                                 | Ici et maintenant           |
| 2013  | Juste un peu de temps                                           | 72                 | —                  | —                  | —                  | —                  |                                                 | Ici et maintenant           |
| 2013  | Avant toi (feat. Amel Bent)                                     | —                  | —                  | —                  | —                  | —                  |                                                 | Ici et maintenant           |
| 2014  | Sur le dancefloor                                               | —                  | —                  | —                  | —                  | —                  |                                                 | La Monster Party Chapitre 1 |
| 2015  | Vivre                                                           | 59                 | —                  | —                  | —                  | —                  |                                                 | La Même                     |
| 2015  | No Limit                                                        | 28                 | —                  | —                  | —                  | —                  |                                                 | La Même                     |
| 2015  | T'es où ?                                                       | —                  | —                  | —                  | —                  | —                  |                                                 | La Même                     |
| 2016  | Ça les dérange (feat. Jul)                                      | 11                 | —                  | —                  | —                  | —                  | - France (SNEP) : Diamant                       | J4M                         |
| 2016  | Bienvenue à Paris                                               | 16                 | —                  | —                  | —                  | —                  |                                                 | J4M                         |
| 2016  | Dans ma tête                                                    | 15                 | —                  | —                  | —                  | —                  |                                                 | J4M                         |
| 2017  | Peine & pitié                                                   | 54                 | 19                 | 29 (Ultratip)      | —                  | —                  | - France (SNEP) : Or                            | J4M                         |
| 2017  | Comme dab (feat. Stromae)                                       | 39                 | —                  | —                  | —                  | —                  | - France (SNEP) : Or                            | J4M                         |
| 2017  | Mégalo (feat. Lartiste)                                         | 141                | —                  | —                  | —                  | —                  |                                                 | J4M                         |
| 2017  | Un peu de rêve (avec Claudio Capéo)                             | 13                 | —                  | —                  | —                  | —                  | - France (SNEP) : Diamant                       | J4M                         |
| 2018  | Bella ciao (Naestro feat. Maître Gims, Vitaa, Dadju et Slimane) | 2                  | 13                 | —                  | 41                 | 2                  | - France (SNEP) : Diamant                       | Just Me, Myself & Moi-Même  |
| 2018  | Désaccord (avec Dadju)                                          | —                  | —                  | —                  | —                  | —                  | - France (SNEP) : Or                            | Just Me, Myself & Moi-Même  |
| 2019  | Je te le donne (avec Slimane)                                   | 12                 | 3                  | —                  | —                  | 7                  | - France (SNEP) : Diamant                       | VersuS                      |
| 2019  | VersuS (avec Slimane)                                           | 159                | 35                 | —                  | —                  | —                  | - France (SNEP) : Or                            | VersuS                      |
| 2019  | Ça va ça vient (avec Slimane)                                   | 42                 | 4                  | —                  | —                  | 4                  | - France (SNEP) : Diamant                       | VersuS                      |
| 2019  | Avant toi (avec Slimane)                                        | 11                 | 2                  | 12 (Ultratip)      | 45                 | 3                  | - France (SNEP) : Diamant - Belgique (BEA) : Or | VersuS                      |
| 2020  | Pas beaux (avec Slimane)                                        | 112                | 5                  | Tip                | —                  | —                  | - France (SNEP) : Or                            | VersuS                      |
| 2020  | Ça ira (avec Slimane)                                           | 178                | 20                 | Tip                | —                  | 11                 | - France (SNEP) : Or                            | VersuS : Chapitre II        |
| 2020  | De l'or (avec Slimane)                                          | 109                | 8                  | Tip                | —                  | —                  | - France (SNEP) : Or                            | VersuS : Chapitre II        |
| 2021  | XY (avec Slimane)                                               | 182                | 47                 | —                  | —                  | —                  | - France (SNEP) : Platine                       | VersuS                      |
| 2021  | Marine (avec Amel Bent et Camélia Jordana)                      | —                  | —                  | —                  | —                  | —                  |                                                 | Sorore                      |
| 2021  | Ma sœur (avec Amel Bent et Camélia Jordana)                     | 159                | —                  | —                  | —                  | —                  | - France (SNEP) : Or                            | Sorore                      |
| 2021  | Où je vais (avec Amel Bent et Camélia Jordana)                  | —                  | —                  | —                  | —                  | —                  |                                                 | Sorore                      |
| 2023  | Charlotte                                                       | —                  | —                  | —                  | —                  | —                  |                                                 | Charlotte                   |
| 2023  | Les choses qu'on fait                                           | 120                | —                  | —                  | —                  | —                  | - France (SNEP) : Or                            | Charlotte                   |
| 2023  | Je n'oublie pas                                                 | 113                | 23                 | —                  | —                  | —                  | - France (SNEP) : Or                            | Charlotte                   |
| 2023  | Ton amoureuse                                                   | —                  | —                  | —                  | —                  | —                  |                                                 | Charlotte                   |
| 2024  | Promets-moi                                                     | —                  | —                  | —                  | —                  | —                  |                                                 | Charlotte                   |
| 2024  | Loro Piana (feat. Alonzo)                                       | —                  | —                  | —                  | —                  | —                  |                                                 | Charlotte                   |

### Collaborations
- 2002 : Pas à pas, avec Dadoo (Double Face 4)
- 2003 : Mytho, avec Mafia K'1 Fry (Double Face 5)
- 2003 : Oublie, avec Pit Baccardi et Diam's (Double Face 5)
- 2003 : Sur ta route, avec Dadoo (France History X)
- 2004 : C.B, avec Casus Belli (Street Tape vol. 2)
- 2005 : Bol d'air, avec Rohff et Jasmin Lopez (Au-delà de mes limites)
- 2005 : La Gomme, avec Diam's (Illicite Projet)
- 2006 : Confessions nocturnes, avec Diam's (Dans ma bulle)
- 2006 : Ne dis jamais, avec Sinik (Sang froid)
- 2006 : Peur d'aimer, avec Nessbeal (La mélodie des briques)
- 2007 : Pas cette fois, avec Soprano (Puisqu'il faut vivre)
- 2008 : Thug Love, avec Kery James (À l'ombre du show-business)
- 2008 : Tu peux choisir, avec Gage (Changer le monde)
- 2008 : Elle et moi, avec Mohamed Reda (Raï'n'b Fever 3)
- 2010 : Love Cimetière, avec Mac Tyer (Hat Trick)
- 2010 : Voir le monde d'en haut, avec Diam's (Celle que je vois)
- 2011 : Pour que tu restes (So That You Stay), avec Jeremih
- 2011 : Faut pas me chercher (Remix), avec L'Algérino
- 2012 : Le temps qui passe, avec Dry (Tôt ou tard)
- 2012 : Mes aveux, avec M.A.S (Une minute de silence)
- 2012 : Si tu m'aimes (If You Love Me), avec Francisco
- 2013 : Avant toi, avec Amel Bent
- 2014 : Feel Good, avec Robin Thicke
- 2015 : What A Feeling, avec Maude (Les stars font leur cinéma)
- 2017 : Chacun sa route, avec Kids United
- 2019 : En secret, avec Gims (Transcendance)
- 2021 : Prends ma main, avec Gims (L'Empire de Méroé)
- 2021 : Alors, avec Imen Es (ES)